# Thunder and Lightning
Thunder and Lightning war eine US-amerikanische Bluesrock-Band der späten 1970er und frühen 1980er Jahre.

## Geschichte
Hauptfunktionäre der Band waren zum einen John Cipollina, der vielen schon als Leadgitarrist von Quicksilver Messenger Service bekannt war, er spielte auch bei Thunder and Lightning die Leadgitarre, sowie Nick Gravenites, der hier den Gesang und die Rhythmus-Gitarre übernahm. Außerdem gehörten noch diverse Bassisten und Schlagzeuger zur Band, die oft wechselten, einer ihrer Bassisten war Al Staehely. Die Band entstand im Prinzip aus einer langjährigen Zusammenarbeit Cipollinas und Gravenites’, die unter diversen Bandnamen, aber vor allem als Gravenites-Cipollina Band im Laufe der Zeit tourten. Zusammen nahmen sie einige Schallplatten auf, die inzwischen auch auf CD erhältlich sind. Großen Erfolg brachte ihnen ihre Zusammenarbeit nicht, auch mit ihren Soloprojekten waren beide eher mäßig erfolgreich. Trotzdem gelten sie als sehr einflussreich und werden von anderen Musikern, nicht nur aus der Blues Szene, geschätzt.

## Diskografie
- 1982: Monkey Medicine
- 1982: Live in Bonn, Bootleg
- 1991: Live in Athens at Club Rodon
- 1994: Live at Stanhope House